# OSMTH
Suvereni red vitezova Jeruzalemskog hrama (latinski: Ordo Supremus Militaris Templi Hierosolymitani; engleski: Sovereign Military Order of the Temple of Jerusalem), skrećeno O.S.M.T.H., je samozvani red vitezova templara i međunarodna organizacija. Red službeno ne priznaje tvrdnje iz Larmenijeve povelje kao povijesno valjane, ali čini moralnu i etičku tvrdnju da slijedi isti duhovni put kao i izvorni Red vitezova templara.
Red ima posebni savjetodavni status pri Ekonomskom i socijalnom vijeću Ujedinjenih naroda. Otvoren je za kršćane bilo koje denominacije, djeluje kao dobrotvorna organizacija i bavi se diplomatskim i humanitarnim radovima.

## Povijest

### Red u 18. i 19. stoljeću
Samozvani Templarski red (francuski: l'Ordre du Temple) je osnovan u Francuskoj 1705. godine i pozivao se na sljedništvo srednjovjekovnih vitezova templara, koristeći Larmenijovu povelju kao dokaz podrijetlu. Red je službeno rekonstituiran 1804. godine od strane Bernard-Raymonda Fabré-Palaprata, da bi ga njegov zaštitnik Napoleon Bonaparte 1805. godine priznao kao viteški red. Nakon smrti Napoleona III. 1973. godine, Red gubi svog najjačeg zaštitnika. Oslabljen mnogim sukobima koji su spriječili bilo kakav pokušaj kohezije u međunarodnom Templarskom redu, Red se rasipa. Čak i danas postoje deseci skupina koje u nekom obliku nose ime Templara.

### Obnavljanje rada
Izravni potomci Fabré-Palapratovih templara su 19. siječnja 1932. godine u Belgiji obnovili Veliki priorat Belgije dajući Redu naziv "Ordo Supremus Militaris Templi Hierosolymitani" (OSMTH). Nadajući se da će ponovno uspostaviti templarski red kao međunarodnu organizaciju, uspostavljeno je regentstvo s idejom da djeluju kao privremeno vodstvo Reda sve dok ne bude izabran novi Veliki majstor.
Emile Isaac, koji je kasnije uzeo ženino prezime Vandenberg kako bi sakrio židovsko podrijetlo od Nacista, bio je ključna ličnost Reda u to vrijeme. Kao regent ovog belgijskog priorata, Isaac-Vandenberg je mnogo energije posvetio revitalizaciji templarskih redova diljem Europe, uključujući Francusku, Italiju, Portugal i Švicarsku. Obećavajući rast i razvoj Reda prekida se početkom Drugog svjetskog rata. Promatrajući njemačku okupaciju Belgije kao opasnost za preživljavanje templara, u veljači 1942. godine Isaac-Vandenberg je privremeno prenio vodstvo i arhive Reda na skrb Velikog priora Portugala, Antonia Campella de Sousa Fontesa. Godine 1943. Isaac-Vandenberg traži povratak arhiva. Međutim, Fontes koristi iznenadnu smrt Isaac-Vandenberga iste godine ta preuzima titulu regenta.

### Fontesove upave
Veliki priora Portugala Antonio de Sousa Fontesa je preuzeto vodstvo 1943. godine postavši regentom Reda. Na toj dužnosti, koristeći zbrku nakon rata, ostao je sve do svoje smrti. Nakon Fontesove smrti u veljači 1960. godine, njegov sin Fernando de Sousa Fontes predstavlja se za regenta motuproprijem, tvrdeći da ga je otac naveo u amandmanu na testament kao svog legitimnog nasljednika za regenta - unatoč demokratskim tradicijama i Statutima Reda, koji su uvijek pozivali na izbore. Stoga mnogi od priorija nisu prihvatili de Sousa Fontesova mlađeg kao legitimnog vođu Reda i ubrzo su se umorili od njegovog despotskog načina na koji je pokušao vladati Redom.
Unatoč nepravilnostima u prošlosti, 1970. godine većina velikih priora bila je spremna prihvatiti status quo i službeno izabrati Fernanda Fontesa na mjesto regenta jer je bio zaslužan za širenje Reda diljem svijeta. Međutim, nekoliko francuskih, belgijskih i švicarskih priorata izabralo je tadašnjeg Velikog priora Francuske generala Antoina Zdrojewskog za Velikog majstora i tu dolazi do raskola. Zdrojewski je tako postao Veliki majstor jedne frakcije Reda, na koji se pozvao dajući frakciji francuski naziv "Ordre Souverain et Militaire du Temple de Jérusalem" (OSMTJ).
Godine 1992. predstavnik Velikog priorata Velike Britanije posjetio je Fontesa u Portugalu i postavio mnoga pitanja vezano za organizaciju i aktivnosti Reda, ali nije dobio zadovoljavajuće odgovore. Sljedeće godine, Velikog prior Španjolske šalje Velikog prior popis pitanja na koja ne dobiva nikakav odgovor kao ni dopuštenje za sastanak s Fontesom. Godine 1994. u njemačkom gradu Augsburg kada su potpisivali jedan sporazum, Velikog prior Finske tražio je od Fontesa zapisnik s jednog sastanka i odgovore na pisana pitanja koja su mu prethodno poslali, na što je Fontes odbio odgovoriti. U ožujku 1995. godine, u Parizu, Fontes je pokazao pisma Velikih priora iz cijelga svijeta kako bi se dogovorili o točkama za skup u Londonu koji je planiran za lipanj. Četiri tjedna prije sastanka u Londonu, Fontes otkazuje sastanak, što dovodni mnoge delegati u probleme jer su kupili avionske karte. Svi ovi događanji bili su najava za sastanak na kojeme će se 16 velikih priora okrenuti protiv Fernanda de Sousa Fontesa i izbaciti ga iz Reda.

### Poslije reforme 1995.
U Salzburgu u studenom 1995. godine, Međunarodno veliko vijeće OSMTH-a, zakonodavno tijelo Reda, smjenjuje Fernanda Fontesa s dužnosti Velikog majstora zbog njegovog despotskog, nedemokratskog vođenja i lošeg upravljanja, te usvaja nekoliko odluka o restrukturiranju i modernizaciji Reda. Red se tada službeno registra sa sjedištem u Ženevi, Švicarska. Smjena Fontesa rezultirala je još jednim raskolom s onima koji su bili odani Fontesu, formirajući novu organizaciju koja je poznata kao OSMTH-Regency.
Godine 2001. Red je akreditiran od strane Ekonomskog i socijalnog vijeća Ujedinjenih naroda u posebnom savjetodavnom statusu. Red je pridruženi član Međunarodnog ureda za mir i pridruženi član Međunarodnog centra za religiju i diplomaciju, koji je osnovao jedan od članova Reda. U 2014. godini, Red je izabran za člana odbora CoNGO-a (Konferencija nevladinih organizacija) u savjetodavnom statusu pri Ujedinjenim narodima.
Red ne tvrdi da je direktni nasljednik sredjevekovnog Reda već da je samo njime inspiriran. Moderni rituali i tradicije Reda se temelje na onima povijesnih vitezova templara, prema njihovoj internetskoj stranici ne postoji izravna povijesna linija koja povezuje O.S.M.T.H. i Reda vitezova templara kojeg je osnovao Hugo de Payens 1118. godine, a raspustio papa Klement V. 1312. godine.

## Struktura

### Veliki priorati
Kao međunarodna organizacija, Red je formalno-pravno ustrojen kao "savez udruga", sastavljen od onih nacionalnih Velikih priorata koje su priznalo i prihvatilo Veliko magistralno vijeće. Svaka Velikih priorata u članstvu sastoji se od lokalnih priorija ili, kod manjih skupine, zapovjednika (engleski: Commander) ili pripravnika (engleski: Preceptor). U jednoj državi može postojati samo jedan Veliki priorat. Izuzetak je samo za jedno nadnacionalno tijelo, Veliki priorat NATO-a, koje okupljan članove Reda koji su pričuvni časnici NATO članica, te stoga nije zempljopirsno ustrojen. Veliki priorati u članstvu su samoupravni entiteti, koji djeluju samostalno kao udruge u skladu sa zakonima svojih zemalja, i određuju vlastite planove i programe.
U studenom 2016. godine bilo je 21 priznat nacionalni Veliki priorat u članstvu, i jedan nadnacionalni Veliki priorat u članstvu. Veliki Priorati u članstvu Reda su:
| - Argentina - Austria - Belgija - Bugarska - Brazil - Danska - Finska | - Francuska - Grčka - Hrvatska - Italija - Kanada - Meksiko - Njemačka | - Portugal - Rusija - Sjedinjene Države - Srbija - Švedska - Ujedinjeno Kraljevstvo - Ukrajina | - NATO |  |

Pored velikih priorata postoje nacionalni Priorati koji nisu u punopravnom statusu. Priorati su:
- Slovenija[12]

### Veliko magistralno vijeće
Redom upravlja Veliko magistralno vijeće, kojim predsjedava Veliki zapovjednik, a u kojem je svaki Veliki priorat u članstvu predstaven svojim Veliki priorom. Svaki Veliki priorat u članstvu ima jedan glas bez obzira na ukupan broj pripadajućih pojedinačnih članstava. Vijeće se sastaje dva puta godišnje.

### Međunarodni dužnosnici
Veliko magistralno vijeće bira četiri viša dužnosnika koja vode i upravljaju međunarodnim aktivnostima Reda. Dužnosnici su:
- Veliki majstor (engleski: Grand Master), koji se bira na jedan mandat od osam godina, je ceremonijalni vođa Reda i vodi međunarodne diplomatske poslove.
- Veliki zapovjednik (engleski: Grand Commander), koji se bira u najviše dva mandat od tri godine, glavi je upravitelj Reda. On predsjeda Velikim magistralnim vijećem kao i Magisterijumom Reda.
- Zamjenik velikog zapovjednika (engleski: Deputy Grand Commander), koji se bira u najviše dva mandat od tri godine, zamjenjuje Velikog zapovjednika, kada je to potrebno, i vodi mentorski program Reda.
- Glavni kancelar (engleski: Chancellor General), koji se bira u najviše dva mandat od tri godine, je operativni direktor Reda.

Veliko magistralno vijeće imenuje dva počasna posebna ureda. To su:
- Vjerski zaštitnik (engleski: Religious Protector), je visoki crkveni poglavar.
- Kraljevski pokrovitelj (engleski: Royal Patron), održava odnose između Reda i raznih kraljevskih i dinastijskih kuća.

### Magisterijum
Magisterijum Reda upravlja svakodnevnim međunarodnim programom aktivnosti koje je usvojilo Veliko magistralno vijeće. Njime predsjedava Veliki zapovjednik, a u njegovom članstvu su: Zamjenik velikog zapovjednika, glavni kancelar, glavni tajnik, glavni rizničar i glavni odjvjetnik. Veliki majstor je savjetodavni član.

## Popis velikih majstora Reda
- Vijeće regentata – Joseph Vandenberg (1934.)
- Theodore Covias, regent (1935.)
- Emile Isaac-Vandenberg, regent (1935. – 1942.)
- Antonio de Sousa Fontes, regent (1942. – 1960.)
- Fernando de Sousa Fontes, regent (1960. – 1995.)
- Sir Roy Redgrave (en), I. veliki majstor (1997. – 2005.)
- Patrick E. Rea, II. veliki majstor  (2005. – 2013.)
- Robert C. G. Disney, III. veliki majstor  (2013. – 2018.)
- David N. Appleby, IV. veliki majstor (2018.– do danas)

## Vanjske poveznice
- Službena stranica
- Stranica na Facebooku